# 国鉄タキ18500形貨車
国鉄タキ18500形貨車（こくてつタキ18500がたかしゃ）は、かつて日本国有鉄道（国鉄）及び1987年（昭和62年）4月の国鉄分割民営化後は日本貨物鉄道（JR貨物）に在籍した私有貨車（タンク車）である。

## 概要
本形式は、サラシ液専用の30t 積タンク車として1970年（昭和45年）4月7日から同年5月8日にかけて6両（コタキ18500 - コタキ18505）が、日本車輌製造、富士重工業の2社で製作された。
記号番号表記は特殊標記符号「コ」（全長 12 m 以下）を前置し「コタキ」と標記する。
本形式の他にサラシ液を専用種別とする形式には、タ4100形（3両）、タラ600形（2両）、タラ700形（2両）、タサ4900形（1両）、タキ4900形（1両）、タキ4950形（4両）、タキ8050形（1両）、タキ16100形（4両）の8形式があった。
所有者は、呉羽化学工業（現クレハ）の1社のみでありその常備駅は常磐線の勿来駅であった。
1979年（昭和54年）10月に制定された化成品分類番号では、侵80（侵食性の物質、腐食性物質、危険性度合3（小））が標記された。
耐候性高張力鋼製のタンク体内面にゴムライニングを施し、厚さ50mmのグラスウール断熱材を巻き、薄鋼板製のキセ（外板）が設置された。
荷役方式は、タンク上部の液入管からの上入れ、液出管と空気管使用による上出し方式である。
車体色は黒色、寸法関係は全長は11,100mm、全幅は2,420mm、全高は3,655mm、台車中心間距離は7,000mm、実容積は26.3m3、自重は16.1t、換算両数は積車5.0、空車1.6であり、台車はベッテンドルフ式のTR41Cである。
1987年（昭和62年）4月の国鉄分割民営化時には2両（コタキ18501・コタキ18505）がJR貨物に継承されたが、1993年（平成5年）8月に廃車となり同時に形式消滅となった。